# Museo Nacional de Arqueología Subacuática
El Museo Nacional de Arqueología Subacuática (Arqva) de España se encuentra situado en la ciudad de Cartagena, en la Región de Murcia. Es un museo nacional de España adscrito al Ministerio de Cultura y su gestión corresponde exclusivamente a la Dirección General de Bellas Artes y Patrimonio Cultural.

## Historia
La institución rebautizada como Museo Nacional de Arqueología Subacuática (Arqva) surge de la fusión de los vocablos latinos Archaeologia y Aqua. El origen histórico de este Museo se encuentra en la creación en el año 1970 del Patronato de Excavaciones Arqueológicas Submarinas. Posteriormente, en 1980, se creó el Museo y Centro Nacional de Investigaciones Arqueológicas Submarinas en Cartagena.

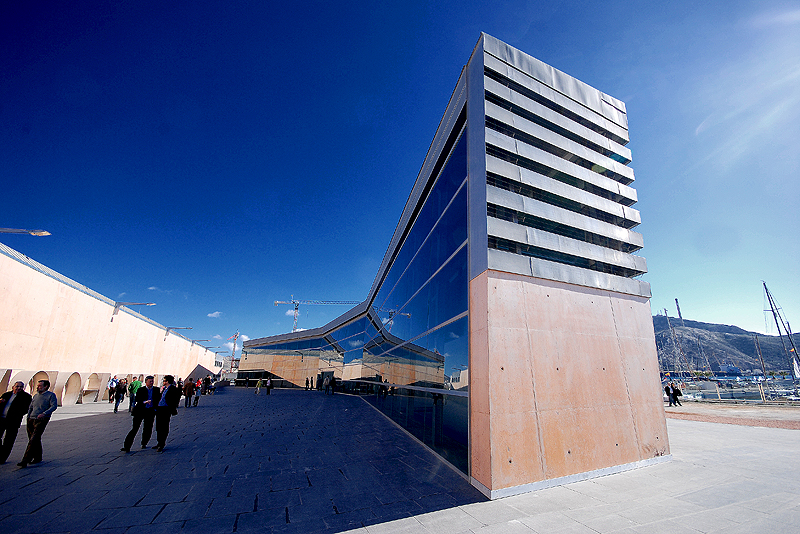
Lateral del museo.

La primera sede del museo se encontraba en el Dique de Navidad, en un conjunto de cinco edificios: las salas de exposiciones en un antiguo lazareto; el Centro Nacional de Investigaciones Arqueológicas Submarinas en un edificio moderno inaugurado oficialmente el 28 de marzo de 1982 y obra del arquitecto Pedro San Martín. Otros tres edificios, propiedad de la Autoridad Portuaria de Cartagena acogían almacenes y laboratorios. 
En 1983, el Museo cambió su denominación por la de Museo Nacional de Arqueología Marítima, mientras que el Centro Nacional de Investigaciones Arqueológicas Submarinas mantuvo su nombre y dependencia.
En 2001 fue aprobada, la construcción de una nueva sede para el museo en Cartagena, que concluyó en 2007. Desde principios de 2007 hasta finales de 2008 el museo permaneció cerrado por las labores de traslado al nuevo edificio, que fue inaugurado el 26 de noviembre de 2008, tras varios retrasos, por la infanta Cristina.
A lo largo de su historia ha tenido ocho directores: El primero, a quien le correspondió la inauguración del entonces Museo Nacional de Arqueología Submarina, fue el cartagenero Julio Mas. A él le siguieron Alicia Rodero Riaza, Víctor Antona del Val, Paloma Cabrera, Iván Negueruela, Rafael Azuar y de nuevo Iván Negueruela (por sentencia judicial). Desde agosto hasta diciembre de 2010 el puesto de director permaneció vacante, nombrándose en esta fecha a Xavier Nieto, exdirector del Centro de Arqueología Subacuática de Cataluña. En 2013 y, de nuevo por sentencia judicial, Iván Negueruela fue renombrado director, permaneciendo en el cargo hasta su jubilación, en 2021.Desde marzo de 2022 ostenta la dirección Rafael Sabio.
Bajo la dirección de Alicia Rodero desde 1983 hasta 1986 se comenzó a desarrollar un intenso programa de prospecciones sistemáticas de la costa, que continuó con Víctor Antona del Val de 1986 a 1989. Este inició los cursos de buceo profesional y de arqueología subacuática para arqueólogos en los yacimientos- escuela. También creó el laboratorio de maderas arqueológicas saturadas de agua. 
De 1989 a 1993 el centro lo dirigió Paloma Cabrera, que siguió con las tareas de formación de los arqueólogos subacuáticos y desarrolló una importante actividad de investigación y documentación, ampliando el inventario de yacimientos arqueológicos subacuáticos. 
Se iniciaron en esta etapa algunas de las áreas de trabajo más importantes del museo: la cubrición de pecios como medida de protección, la edición de publicaciones periódicas y la participación en proyectos internacionales sobre conservación de maderas arqueológicas saturadas de agua.
Con Iván Negueruela de 1995 a 2005 y en el 2010 se han producido algunos de los hallazgos más importantes del centro, que son los pecios fenicios de la playa de Mazarrón. Durante estos años ha habido una intensa actividad formativa y de cooperación con Grupos Especiales de Actividades Subacuáticas (GEAS) de la Guardia Civil en la protección del patrimonio subacuático.
En cuanto a las medidas de protección in situ cabe mencionar el desarrollo de la caja fuerte que protege el pecio existente en la playa de la isla de Mazarrón, que es un modelo referente para otros países.

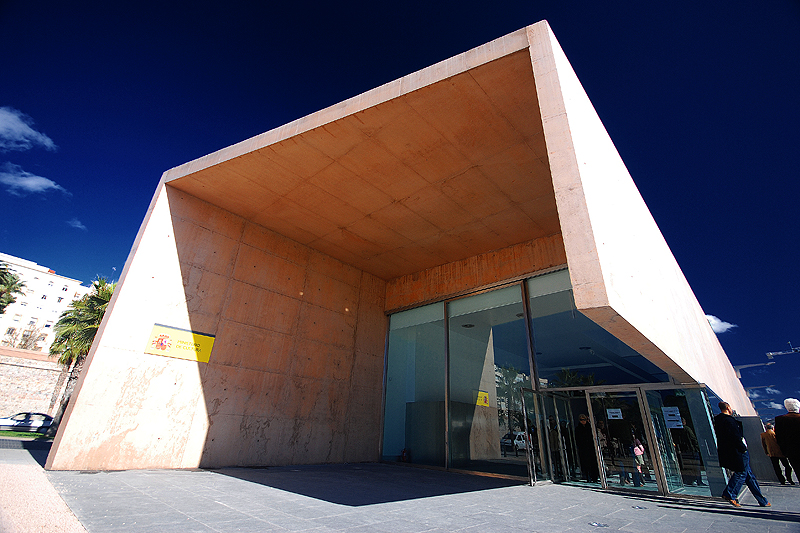
Sala de exposiciones temporales.

El 30 de noviembre de 2012 la secretaría de Estado de Cultura anunció que el tesoro de 17 toneladas procedente de la fragata Nuestra Señora de las Mercedes sería trasladado al Museo de Arqueología Subacuatica de Cartagena (Arqva). Apenas dos días después, el 2 de diciembre de 2012, el tesoro llegó a su destino. En tres campañas arqueológicas, realizadas en 2015, 2016 y 2017, el Museo Nacional de Arqueología Subacuática, con la colaboración del Instituto Español de Oceanografía y de la Armada, realizó una serie de inmersiones a gran profundidad (más de 1100 metros) para sacar del agua las piezas más susceptibles de expolio y conocer el estado del pecio, constatando que Odyssey había recogido monedas realizando un barrido del suelo marino que dañó gravemente los restos del barco.

## Museo Nacional de Arqueología Subacuática

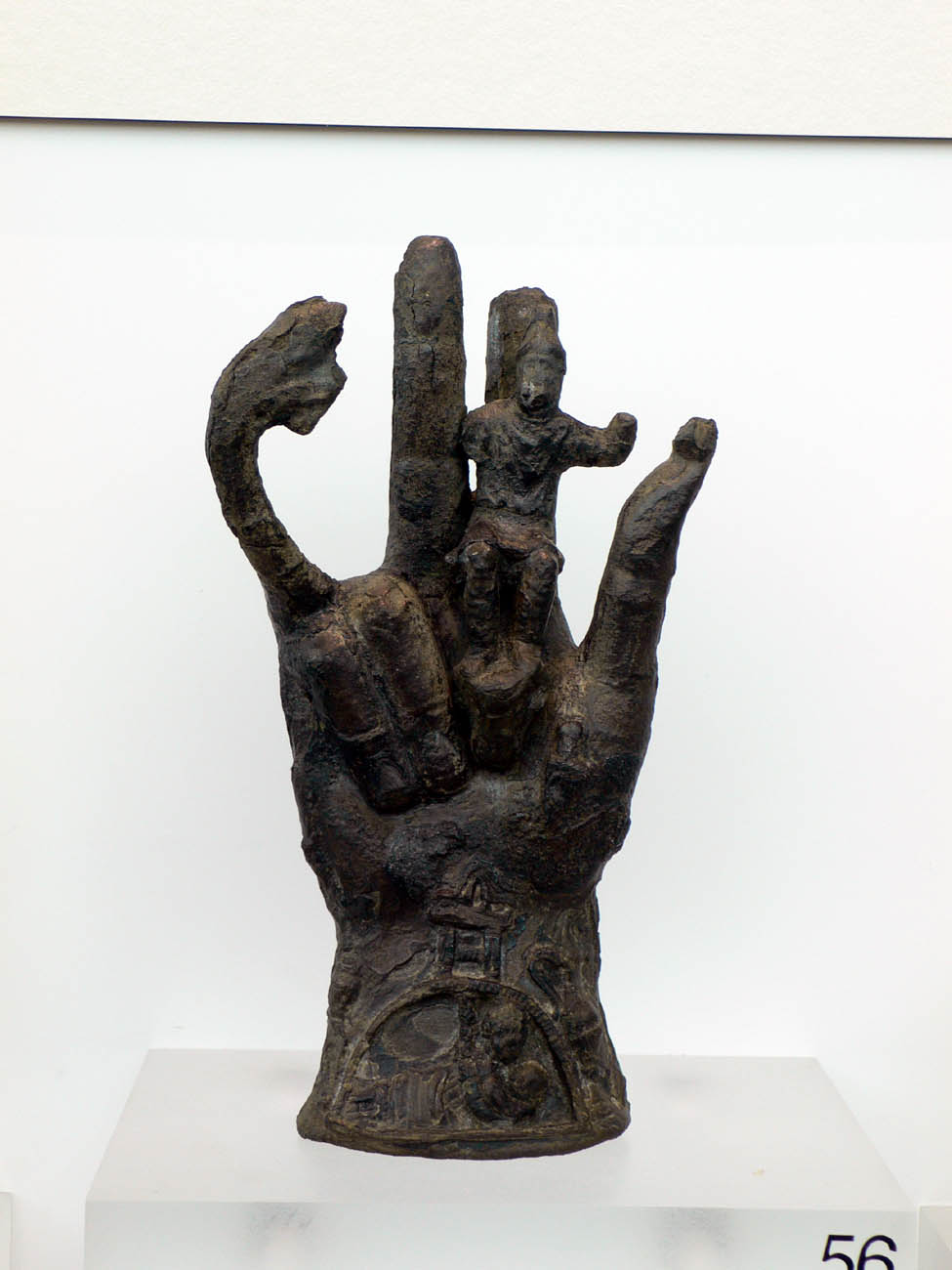
Mano Sabazia de época romana encontrada en Escombreras

El 26 de noviembre de 2008 se inauguró la nueva sede del Museo, obra del prestigioso arquitecto Guillermo Vázquez Consuegra en el muelle de Alfonso XII de la ciudad de Cartagena, después de un largo periodo de construcción plagado de dificultades técnicas y económicas. 
El proyecto del Museo fue expuesto en la exposición On-site: nueva arquitectura española dedicada a los proyectos arquitectónicos contemporáneos españoles, exhibida a lo largo del 2006 en el MOMA de Nueva York. Además de nueva ubicación estrenó nuevo nombre: Museo Nacional de Arqueología Subacuática.
El proyecto de diseño, desarrollo técnico y ejecución museográfica lo realizó arquitecto Boris Micka, cuando trabajaba con la empresa APD, fue el primer museo de España iluminado completamente con la tecnología LED, la iluminación de los espacios museográficos fue desarrollada por Ignacio Alcalá, que crea y representa un espacio expositivo sumergido bajo el nivel del mar. Conserva los materiales arqueológicos relacionados con el tráfico marítimo en el Mediterráneo, desde la época fenicia, a través del mundo púnico, helenístico y romano. 
En sus salas se exhiben series anfóricas, utilizadas en el transporte de materiales líquidos, de fabricación campaniense y de tipo netamente romano. Materiales metalúrgicos, suntuarios como marfil, vidrio, etc. Epigrafía relacionada con el transporte, y completando la información científica y didáctica, gráficos. El ánfora es el envase por excelencia durante esta época, y se ha convertido en el fósil director de la investigación arqueológica subacuática, pues sus restos inundan las costas del Mediterráneo. 

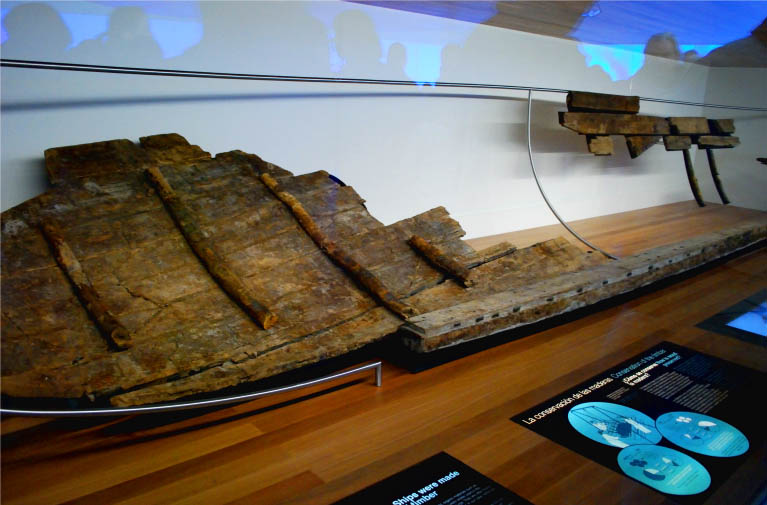
Restos originales del pecio Mazarrón I, uno de los dos barcos fenicios de Mazarrón.

Destacan especialmente los restos de los dos barcos fenicios del siglo VII a. C. encontrados en Mazarrón, así como gran parte de su cargamento. Los excepcionales restos de los barcos fenicios de Mazarrón (el Mazarrón I y de la reconstrucción del Mazarrón II, que está protegido bajo las aguas), nos dan información de quiénes eran, de dónde venían; qué materiales utilizaron en la construcción de la nave, cómo navegaban o qué comercializaban. De época fenicia son también destacables los colmillos de elefante procedentes de un cargamento fenicio encontrados en aguas del cabo de Palos.
Del periodo romano hay que señalar los barcos encontrados en la isla de Escombreras y el bajo de la Campana.
Los restos dispuestos en vitrinas, con un claro objetivo didáctico invitan al público a participar en un juego de conocimiento y de participación activa que convierte la visita al museo en una experiencia sensitiva.

## Centro de Investigaciones Submarinas
El Centro de Investigación pretende polarizar el estudio y catalogación del material arqueológico submarino. Para ello cuenta con laboratorio, taller de restauración, gabinete de dibujo y planimetría, y amplios almacenes. Se completa con una biblioteca especializada, archivo y banco de documentación arqueológica submarina no solo a nivel regional sino nacional e internacional, que tiene por objeto coordinar la labor de los investigadores españoles y extranjeros. Entre el personal cualificado dispone de una pequeña unidad de buceadores especialistas.
EL desarrollo de la actividad científica e investigadora llevada a cabo a lo largo de los años por este centro ha ido conformando sus colecciones. Las cuales proceden en gran parte de los hallazgos realizados a lo largo de la costa suroriental mediterránea de la península, en la actual región de Murcia y que tienen una cronología desde el siglo VII a. C. hasta el final de la romanidad, entre los siglos V y VI d. C.